# Grube Schmitzheide
Die Grube Schmitzheide ist eine ehemalige Galmei-Grube des Bensberger Erzreviers in Bergisch Gladbach. Das Gelände gehört zum Stadtteil Sand.

## Geschichte
Aufgrund eines Mutungsgesuchs vom 22. März 1893 erfolgte die Verleihung des Grubenfeldes am 20. Juni 1893 auf Galmei. Der Bergwerksbetreiber führte im Jahr 1894 ein Enteignungsverfahren gegen die Witwe Albert Pfeifer durch, weil er auf deren Grundstück einen Schacht abteufen und Betriebsgebäude errichten wollte. Mit Schreiben vom 24. Dezember 1900 wendete sich ein Albert Pfeifer unter dem Briefkopf „Leder-Fabrik zu Bergisch Gladbach, gegründet 1827“ an das „Oberbergamt Köln“ mit der Bitte um Prüfung, ob er diese Fläche zurück erwerben könne. Die Arbeiten seien seit dem 24. März 1894, dem Tag der Enteignung, eingestellt worden. Der Betrieb sei inzwischen vollkommen verfallen. Es ist nicht bekannt, was aus diesem Ersuchen geworden ist. Ebenso wenig liegen Informationen über die weiteren Betriebstätigkeiten vor.

## Lage und Relikte
Das Grubenfeld Schmitzheide lag im Ortsteil Sand. Von der Sander Straße geht ein Fußweg zu den Häusern Schmitzheide 8 und 8a. Hier grenzen einige Gärten von anderen Häusern an die Ansiedlung Schmitzheide. In diesem Bereich haben die Bergbautätigkeiten stattgefunden. Alle Bergbauspuren sind durch die Bebauung verschwunden.